# Nicolás Leoz
Nicolás Leoz Almirón (Pirizal, Departamento de Presidente Hayes; 10 de septiembre de 1928-Asunción, 28 de agosto de 2019) fue un dirigente deportivo y político paraguayo, nacionalizado colombiano. Su más destacada labor, la ejerció en la presidencia de la Confederación Sudamericana de Fútbol durante seis períodos consecutivos, entre el 1 de mayo de 1986 y el 30 de abril de 2013, cuando renunció al verse involucrado en un caso de corrupción. Al momento de su muerte, se encontraba investigado por el Departamento de Justicia de los Estados Unidos debido a un amplio caso de corrupción que incluye sobornos, fraude y lavado de dinero. Se había pedido su extradición a los Estados Unidos.
Hasta la fecha, es el presidente de la CONMEBOL que más tiempo se ha mantenido en el cargo.

## Biografía

### Primeros años
Su infancia la pasó en Pirizal, un pequeño pueblo situado a 78 km, monte adentro, del complejo industrial de la firma Carlos Casado, sobre el río Paraguay, en el distrito de Puerto La Victoria —antiguamente denominado Puerto Casado—.
Él y su hermano, Eusebio, estudiaron en los primeros tiempos en la escuela de Puerto Casado, mientras que su otro hermano Guillermo fue pupilo en el Colegio San José de Asunción, donde más tarde lo siguió Eusebio. En 1938 su familia se trasladó a Asunción.
El primer vínculo con el fútbol fue como jugador de inferiores en la posición de half derecho en el Club Atlántida. Sin embargo, es un simpatizante declarado del Club Libertad, cuyo estadio lleva su nombre.

### Familia
Hijo de Gregorio Leoz Latorre (nacido en España, y del cual obtuvo la nacionalidad española) y Petrona Almirón Bogarín (nacida en Luque, Paraguay) —hija del entonces Juez de Paz de Luque—.
Sus hermanos se llaman Guillermo, Pomposa, Sara, Eusebio, César, Modesto y María Teresa. Además, tenía dos medios hermanos mayores, Isidoro y Cesáreo, fruto de las primeras nupcias de su padre con Eudosia Carmen Zorrilla, cuando se estableció en la Argentina. Sus abuelos paternos fueron Cesáreo Leoz Guinda y Miguela Latorre. Sus bisabuelos paternos fueron Manuel Leoz Ramón y Manuela Guinda Baztam.
Sus hijas de su primer matrimonio son Nora Cecilia Leoz Plate, y María Celeste Leoz Plate; sus nietos son Thalía, Sofía y Mauricio. En segundas nupcias se casa con María Clemencia Pérez Muñoz (nacida en Colombia, y con la cual obtuvo la nacionalidad colombiana al casarse con ella), dama colombiana con quien tuvo dos hijos los cuales son Josué Nicolás Leoz Pérez y Mateo Nicolás Leoz Pérez.

## Ámbito profesional
| Año                   | Actividad destacable |
| --------------------- | --- |
| 1940-1950             | Comenzó como periodista deportivo con el señor Pablo Acosta, en la entonces Radio Cáritas de Asunción, en "Corporación Deportiva Cóndor". Luego pasó por otros medios radiales y de la prensa escrita junto a maestros, compañeros y colegas como Gerardo Halley Mora, Pedro García Arias, Néstor Romero Valdovinos, Milciades Aguayo, Sindulfo Martínez. |
| 1950-1962             | Fue profesor de historia en el Colegio Nacional de la Capital, en el ex Nacional de Niñas y en la Escuela Nacional de Comercio N° 1 "Alfonso B. Campos". Director de empresas de aluminio, inmobiliarias y agrícola-ganadera. |
| 1957                  | Estudió derecho en la "Facultad de Derecho y Ciencias Sociales" de la UNA (Universidad Nacional de Asunción) y como estudiante ocupó cargo en el Poder Judicial como escribiente en los interrogatorios. Se graduó el 24 de diciembre de 1957 a los 29 años de edad.                                                                                      |
| 1957-1977             | Presidente del Tribunal de Justicia de la Confederación Paraguaya de Básquetbol. |
| 1968-1977             | Presidente del Club Libertad de 1968 a 1977. |
| 1971-1973 / 1979-1985 | Presidente de la Asociación Paraguaya de Fútbol. |
| 1972-1974 / 1980-1986 | Vicepresidente de la Confederación Sudamericana de Fútbol. |
| 1986-2013             | Presidente de la Confederación Sudamericana de Fútbol, cargo que asumió entre el 1 de mayo de 1986 y el 30 de abril de 2013; casi 27 años en los que fue reelecto en seis períodos en diferentes congresos en las ciudades de Bogotá, Asunción (en tres oportunidades), y Mar del Plata, sucesivamente.                                                   |
| 1998-2013             | Miembro ejecutivo de la FIFA, en representación de Sudamérica. |
| 2002-2004             | Miembro de las comisiones de la entidad de Seguridad y Fair Play, Emergencia, Estudios Estratégicos, Organizadora de la Copa Mundial de Fútbol de 2002, Organizadora de la Copa FIFA Confederaciones y de la Task Force 2004. |

### Distinciones especiales
- Doctor honoris causa de la Universidad Federal de Río de Janeiro, Brasil.
- Miembro de Honor de la Universidad Nacional de San Agustín de Arequipa, Perú.
- En el 2005 recibe el título de doctor honoris causa por la privada Universidad Americana de Asunción, Paraguay.[9]
- El 11 de octubre de 2008, a la edad de 80 años, recibió de la vicepresidencia colombiana la nacionalidad de dicho país. Los motivos que lo llevaron a aceptar dicha distinción honorífica son que su esposa es colombiana, que él mismo fue elegido presidente de la Conmebol en Bogotá, y que según sus propias palabras, para los paraguayos, «Colombia es sinónimo de respaldo, apoyo y solidaridad».[10]
- La avenida Costanera de Coquimbo llevaba su nombre, hasta que en mayo de 2013 se anunció que el mismo sería cambiado, cuando se dio a conocer su participación en actos de corrupción.[11]

## Casos de corrupción
En 2007, Andrew Jennings, un periodista de investigación inglés, lo acusó de haber estado involucrado en un caso de corrupción en la FIFA, conjuntamente con Julio Grondona, vicepresidente de dicho ente, vicepresidente de la CSF y presidente de la Asociación del Fútbol Argentino.
En noviembre del 2010 fue acusado junto a los también dirigentes de la FIFA: Ricardo Teixeira e Issa Hayatou, por el programa Panorama de la BBC de supuestamente haber aceptado sobornos para la concesión de derechos de televisión de la Copa Mundial de Fútbol en 1990. Ni Leoz ni la FIFA respondieron aún a las denuncias. Las acusaciones se dieron momentos antes de que la FIFA debía decidir la sede de los mundiales de 2018 y 2022, uno de cuyos candidatos era Inglaterra; por lo que la BBC recibió numerosas críticas.
En mayo del 2011, Lord David Triesman, expresidente de la Federación Inglesa de Fútbol, acusa en la Cámara de los Comunes a cuatro dirigentes de la FIFA de pedir sobornos a cambio de apoyar la candidatura de Inglaterra para la Copa del Mundo de 2018. Los dirigentes involucrados en esta acusación fueron Jack Warner quien pedía unos 4 millones de dólares para construir un centro educativo en su país —Trinidad y Tobago— además de 800 000 dólares extra, Ricardo Teixeira pidió «algo para dar»; en cuanto a Nicolás Leoz a cambio de su apoyo pidió a Lord Triesman su intercesión frente a la corona británica para obtener el título de Caballero del Imperio Británico.
Finalmente, en el 2013, la FIFA reconoció la culpabilidad de Leoz —según el informe de Hans-Joachim Eckert, presidente del órgano de decisión de la FIFA, a partir del testimonio de Michael J. García, de la Comisión de Ética—, junto a otros dirigentes de la entidad como João Havelange y Ricardo Teixeira; esto, por haber aceptado sobornos de una empresa que quería televisar los partidos de los mundiales de 2002 y 2006. Leoz justificó su actuación alegando que donó lo recibido a un proyecto escolar. No hubo castigo, debido a que los hechos se produjeron antes del establecimiento de la Comisión de Ética. No obstante, Leoz se vio forzado a renunciar a sus cargos en el Comité Ejecutivo y como presidente de la Conmebol.